# Sitticus saganus
Sitticus saganus là một loài nhện trong họ Salticidae.
Loài này thuộc chi Sitticus. Sitticus saganus được Dönitz & Embrik Strand miêu tả năm 1906.